# Manolo Alcántara
Manuel Alcántara Párraga, conocido artísticamente como Manolo Alcántara (Esparraguera, 23 de abril de 1970) es un artista de circo contemporáneo, malabarista, funambulista, monociclista, manipulador de objetos y director de escena español, a quién en 2021, el Ministerio de Cultura de España le concedió el Premio Nacional de Circo.

## Trayectoria
Inició su carrera artística en 1994, con 23 años, formando parte de diferentes compañías. En 1997, trabajó en el Spain Mura de Japón. Luego, se formó en artes escénicas en Francia, en el Centre National des Arts du Cirque (CNAC) de Chãlons-en-Champagne. Tras este período, regresó a Cataluña y colaboró en espectáculos del Circ Cric y el Teatro Nacional de Cataluña.
En el año 2000 cofundó junto a Cristina Solé y Kike Aguilera, la compañía Circo Imperfecto, con la que estuvo de gira por España y el extranjero con el espectáculo Genuinos Imperfectos, durante cinco años. En 2006, fundó la compañía Solomanolo, en la que creó y dirigió el espectáculo Locomotivo. Con su Cia. Enfila’t, en coproducción con la Feria de Circo Trapezi y el Teatro Nacional de Cataluña, en 2010, junto al escenógrafo Xavi Erra, realizó el espectáculo, Plecs. Cuatro años después, en 2014, creó la Cía. Manolo Alcántara con la que ha realizado espectáculos como Rudo,Déjà vu y Maña.
A lo largo de su carrera ha colaborado con otros artistas y compañías de teatro y circo como: Comediants, Joan Montanyès i Martínez, Subus, Xirriquiteula Teatre, Circ Truqui, Lluís Llach, Lluís Danés, Manel Camp y Sergi Ots, entre otros.

## Obra

### Con la Compañía Circo Imperfecto
- 2000 - Genuinos Imperfectos.[2][11]

### Con la Compañía Solomanolo
- 2006 - Locomotivo.[12][13][14][15][16]

### Con la Compañía Enfila’t
- 2010 - Plecs.[2][17][18][19]

### Con la Compañía Manolo Alcántara
- 2014 - Rudo.[8][20][21]
- 2019 - Déjà vu.[8][20][22][23]
- 2022 - Maña.[25][26][27][28][29]

## Premios
- 2001 - Premio al Mejor espectáculo de calle de la Feria de Tárrega, por Genuinos Imperfectos.[30]
- 2001 - Premio Aplaudiment de los Premios FAD Sebastià Gasch, por Genuinos Imperfectos.[30][31]
- 2007 - Premio Aplaudiment de los Premios FAD Sebastià Gasch, por Locomotivo.[30][32]
- 2010 - Premio Zirkólika al mejor espectáculo de circo de sala o carpa, por Plecs.[30][33]
- 2010 - Premio FAD Sebastià Gasch, por Plecs.[30][34]
- 2011 - Premio al Mejor espectáculo del Festival Internacional Outono de Teatro (FIOT), por Plecs..[8]

- 2014 - Premio al Mejor espectáculo de calle del Festival Umore Azoka, de Lejona, por Rudo.[35]

- 2014 - Premio al Mejor espectáculo de sala Zirkólika, por Rudo.[36]

- 2015 - Premio FETEN al Mejor espectáculo de Noches Feten, por Rudo.[37]

- 2015 - Premio FETEN a la Adaptación de técnicas circenses a la nueva dramaturgia, por Dèjá vu.[37][37]
- 2021 - Premio del Público en la MIT Ribadavia, por Dèjá vu.[37][37].[38]
- 2022 - Premio al Espectáculo más innovador TAC Valladolid, por Maña.[37][37].[39]
- 2022 - Premio Susana Herreras al Mejor espectáculo del Festival ARCA, por Maña.[37][37].[40]

- 2021 - Premio Nacional de Circo, otorgado por el Ministerio de Cultura de España por “su profundo rigor, entrega y dedicación a la creación artística a la hora de afrontar sus proyectos”, por “su capacidad de introducir en sus creaciones elementos procedentes de otras disciplinas escénicas” y por “crear un lenguaje y una dramaturgia muy personales y poéticos, que lo convierten en el artista único que es dentro del panorama circense de nuestro país”.[6][9][41][42][43]

## Polémica con el Premio Nacional de Circo
La concesión del Premio Nacional de Circo a Manolo Alcántara fue considerada por ciertos profesionales de circo de carpa como trato discriminatorio del Instituto Nacional de las Artes Escénicas y de la Música (INAEM) para los profesionales del circo de carpa respecto a los que actúan sobre un escenario. Reclamo que se inició con el rechazo de Jesús Silva a la invitación para formar parte del jurado, en señal de protesta y en apoyo a una parte del sector circense que solicitaba una composición más justa y equitativa de los miembros del jurado en las que se incluyera a los profesionales del circo de carpa, con el lanzamiento de una carta abierta al Ministro de Cultura Miquel Iceta, el 21 de octubre de 2021, que también suscribieron otros 20 artistas del circo español.